# العلاقات بين أندورا والاتحاد الأوروبي
الاتحاد الجمركي هو المجال الرئيسي للعلاقات بين إمارة أندورا والاتحاد الأوروبي. تقع أندورا على حدود دولتين عضوين في الاتحاد الأوروبي: فرنسا وإسبانيا.

## الاتحاد الجمركي
تُنشئ «الاتفاقية بين الجماعة الاقتصادية الأوروبية وإمارة أندورا» (الموقعة في 28 يونيو 1990، ودخلت حيز التنفيذ في 1 يوليو 1991) اتحادًا جمركيًا يتمتع بوضع الدولة الأكثر تفضيلًا بين الإمارة والاتحاد الأوروبي. تُعامل أندورا كدولة من دول الاتحاد الأوروبي فيما يتعلق بالتجارة في السلع المصنعة، ولكن ليس الأمر كذلك بالنسبة للمنتجات الزراعية.
هناك فحوصات جمركية كاملة على الجانب الأوروبي من الحدود، حيث أن أندورا لديها ضريبة قيمة مضافة منخفضة وضرائب غير مباشرة أخرى، مثل تلك المفروضة على الكحول والتبغ والبنزين، والتي قد يستفيد منها الزوار.

## اليورو
لدى أندورا اتفاقية نقدية مع الاتحاد الأوروبي تسمح لها باستخدام اليورو كعملتها الرسمية، والسماح لها بإصدار عملات يورو معدنية في وقت مبكر من 1 يوليو 2013. خططت الدولة لإصدار عملاتها المعدنية الأولى في 1 يناير 2014. ومع ذلك، تأخرت موافقة الاتحاد الأوروبي حتى ديسمبر 2013، ودخلت العملات المعدنية الأندورية الأولى في التداول في يناير 2015.

## اتفاقيات أخرى
تم التوقيع على اتفاقيتين أخريين في 2003/4. الأولى هي اتفاقية تعاون يغطي البيئة والاتصالات والمعلومات والثقافة والنقل والتعاون الإقليمي وعبر الحدود والقضايا الاجتماعية. هناك أيضًا اتفاقية ضرائب على المدخرات تم توقيعها بعد ضغوط من الاتحاد الأوروبي على المراكز المالية الخارجية لتتوافق مع معايير الاتحاد الأوروبي.
أبرمت اتفاقية عام 2003 بين فرنسا وإسبانيا وأندورا بشأن تنقل مواطني الدول وإقامتهم في أندورا. تنص على أن الدول الثلاث ستنسق متطلبات التأشيرة الخاصة بها (في الواقع أن أندورا تتبع متطلبات تأشيرة شنغن) وأن أندورا تقبل الدخول فقط لأولئك الذين لديهم حق دخول إسبانيا أو فرنسا.

## ضوابط الحدود
ظلت أندورا خارج اتفاقية شنغن وتحتفظ بضوابط حدودية مع الاتحاد الأوروبي. ومع ذلك، نظرًا لأنه يتعين على المسافرين إلى أندورا المرور عبر منطقة شنغن، ولا تتطلب أندورا أي تأشيرات أو تصدرها، فإن متطلبات الدخول هي نفسها في منطقة شنغن. يحتاج زوار أندورا الذين يحتاجون إلى تأشيرة لدخول منطقة شنغن إلى تأشيرة شنغن متعددة الدخول، لأنه لمغادرة أندورا يجب عليهم دخول منطقة شنغن مرة ثانية.
لا يوجد سوى نقطتين رسميتين لعبور الحدود البرية: لا سيو دي أورغل في إسبانيا وباس دو لا كاسا على الحدود مع فرنسا. بالإضافة إلى ذلك، يُسمح للطائرات المروحية بالذهاب إلى المطارات التي تخضع لمراقبة الحدود في بلدان أخرى، ولكن ليس إلى أماكن أخرى خارج أندورا. عادة ما تذهب الرحلات الجوية إلى مطارات برشلونة أو تولوز.

## مستقبل العلاقات
في نوفمبر 2012، بعد أن دعا مجلس الاتحاد الأوروبي إلى تقييم علاقات الاتحاد الأوروبي مع هذه الدول الصغيرة، والتي وصفها بأنها «مجزأة»، نشرت المفوضية الأوروبية تقريرًا يحدد الخيارات لمزيد من اندماجهم في الاتحاد الأوروبي.
على عكس ليختنشتاين، العضو في المنطقة الاقتصادية الأوروبية عبر رابطة التجارة الحرة الأوروبية (EFTA) واتفاقية شنغن، تستند العلاقات مع هذه الدول الثلاث إلى مجموعة من الاتفاقيات التي تغطي قضايا محددة. فحص التقرير أربعة بدائل للوضع الحالي:
1) نهج قطاعي مع اتفاقيات منفصلة مع كل دولة تغطي منطقة سياسة كاملة.
2) اتفاقية شراكة إطارية شاملة ومتعددة الأطراف (FAA) مع الدول الثلاث.
3) عضوية المنطقة الاقتصادية الأوروبية.
4) عضوية الاتحاد الأوروبي.
جادلت المفوضية بأن النهج القطاعي لم يعالج القضايا الرئيسية وكان لا يزال معقدًا بلا داعٍ، بينما تم رفض عضوية الاتحاد الأوروبي في المستقبل القريب لأن «مؤسسات الاتحاد الأوروبي غير مهيأة حاليًا لانضمام مثل هذه البلدان الصغيرة الحجم». وجدت المفوضية أن الخيارات المتبقية، عضوية المنطقة الاقتصادية الأوروبية واتفاقية شراكة إطارية مع الدول، قابلة للتطبيق وأوصت بها. واستجابة لذلك، طلب المجلس استمرار المفاوضات مع الدول الصغيرة الثلاث بشأن المزيد من التكامل، وإعداد تقرير بحلول نهاية عام 2013 يوضح بالتفصيل الآثار المترتبة على الخيارين الصالحين وتوصيات بشأن كيفية المضي قدمًا.
نظرًا لأن عضوية المنطقة الاقتصادية الأوروبية مفتوحة حاليًا فقط لأعضاء الرابطة الأوروبية للتجارة الحرة أو الاتحاد الأوروبي، فإن موافقة الدول الأعضاء الموجودة في الرابطة الأوروبية للتجارة الحرة مطلوبة حتى تنضم الدول الصغرى إلى المنطقة الاقتصادية الأوروبية دون أن تصبح أعضاء في الاتحاد الأوروبي. في عام 2011، قال يوناس غار ستوره، وزير خارجية النرويج آنذاك، وهي دولة عضو في الرابطة الأوروبية للتجارة الحرة، إن عضوية الرابطة الأوروبية للتجارة الحرة / المنطقة الاقتصادية الأوروبية للدول الصغرى لم تكن الآلية المناسبة لإدماجها في السوق الداخلية بسبب متطلباتها المختلفة عن الدول الكبيرة مثل النرويج، واقترح أن يكون الارتباط المبسط أكثر ملاءمة لهم. رد إسبن بارث إيدي، خليفة ستوره، على تقرير اللجنة في أواخر عام 2012 بالتساؤل عما إذا كانت الدول الصغرى لديها قدرات إدارية كافية للوفاء بالتزامات عضوية المنطقة الاقتصادية الأوروبية. ومع ذلك، ذكر أن النرويج منفتحة على إمكانية عضوية رابطة التجارة الحرة الأوروبية للدول الصغيرة إذا قررت تقديم طلب، وأن الدولة لم تتخذ قرارًا نهائيًا بشأن هذه المسألة.  قال باسكال شافهاوزر، مستشار بعثة ليختنشتاين لدى الاتحاد الأوروبي، إن ليختنشتاين، وهي دولة أخرى عضو في الرابطة الأوروبية للتجارة الحرة، مستعدة لمناقشة عضوية المنطقة الاقتصادية الأوروبية للدول الصغرى بشرط ألا يؤدي انضمامها إلى إعاقة عمل المنظمة. ومع ذلك، اقترح أن يتم النظر في خيار العضوية المباشرة في المنطقة الاقتصادية الأوروبية للدول الصغرى، خارج كل من الرابطة الأوروبية للتجارة الحرة والاتحاد الأوروبي.
في 18 نوفمبر 2013، نشرت مفوضية الاتحاد الأوروبي تقريرها الذي خلص إلى أن «مشاركة البلدان الصغيرة الحجم في المنطقة الاقتصادية الأوروبية لا يعتبر خيارًا قابلاً للتطبيق في الوقت الحالي لأسباب سياسية ومؤسسية»، ولكن اتفاقيات الشراكة كانت بمثابة آلية أكثر جدوى لدمج الدول الصغرى في السوق الداخلية، ويفضل أن يكون ذلك من خلال اتفاقية واحدة متعددة الأطراف مع الدول الثلاث. في ديسمبر 2014 وافق مجلس الاتحاد الأوروبي على بدء المفاوضات بشأن مثل هذه الاتفاقية،  وبدأت في مارس 2015. كان من المقرر الانتهاء من المفاوضات بحلول عام 2020.

### العضوية
يتطلب تعميق علاقة أندورا مع الاتحاد الأوروبي بشكل عام الامتثال للحريات الأربع للاتحاد الأوروبي (تم تحقيق حرية السلع فقط) جنبًا إلى جنب مع إصلاحات القطاع المالي لمواكبة معايير الاتحاد الأوروبي (إزالة سمعتها كملاذ ضريبي). قالت الحكومة إنه «في الوقت الحالي» ليست هناك حاجة للانضمام إلى الاتحاد الأوروبي. قال وزير الخارجية جيلبرت سابويا سونيي في عام 2016 إن البلاد لا ترغب في أن تصبح دولة عضو في الاتحاد الأوروبي.

## روابط خارجية
- بعثة أندورا إلى الاتحاد الأوروبي.
- أندورا منت.
- علاقات الاتحاد الأوروبي مع إمارة أندورا، دائرة العمل الخارجي الأوروبي.
- أندورا: الاتحادات الجمركية والترتيبات التفضيلية، المديرية العامة للضرائب والمفوضية الأوروبية، الاتحاد الجمركي.
- الاتفاقية الجمركية بين الاتحاد الأوروبي وأندورا، قاعدة بيانات معاهدات المفوضية الأوروبية.
- اتفاقية التعاون بين الاتحاد الأوروبي وأندورا (PDF)، الجريدة الرسمية للاتحاد الأوروبي.
- اتفاقية الضرائب بين الاتحاد الأوروبي وأندورا (PDF)، الجريدة الرسمية للاتحاد الأوروبي.
- البرنامج التشغيلي «فرنسا - أسبانيا - أندورا» 2007-2013، المفوضية الأوروبية.
- اتفاقيات العلاقات النقدية (موناكو، سان مارينو، الفاتيكان وأندورا)، المفوضية الأوروبية.
- إيمرسون، مايكل (2007) أندورا والاتحاد الأوروبي، (PDF) مركز دراسات السياسة الأوروبية (CEPS).